# Otto Celera 500L
Otto Celera 500L — надекономічний експериментальний літак американської компанії «Otto Aviation Group».

## Історія
Компанія «Otto Aviation Group» була заснована в 2008 році Біллом Отто спеціально для того, щоб розробити Celera 500L, провести перші льотні випробування, сертифікацію та з'ясувати можливість серійного виробництва.
Компанія Otto Aviation почала розробку літака до 2017 року, і перший льотний прототип Celera 500L був помічений в аеропорту Каліфорнії в 2017 році. До червня 2019 року випробувальний літак приступив до технічних випробувань.
Перший політ літака відбувся в листопаді 2019 року, всього було здійснено 31 тестовий політ загальною тривалістю 35 годин.
Літак вперше представлений Otto Aviation Group у серпні 2020 року. Компанія повідомляє, що до теперішнього часу літак Celera 500L пройшов льотні випробування. Прототип літака підтвердив правильність використаних рішень і показав високі льотні і економічні дані.
2022 року оголошено про партнерство Otto із ZeroAvia для створення водневої версії літака.
Після проходження тестів, літак планують вивести на ринок у 2025 році.

## Загальні відомості
Celera 500L має незвичайний зовнішній вигляд: має фюзеляж у вигляді витягнутого еліпсоїда і тонку хвостову балку, з мінімумом виступаючих елементів. Тільки в хвостовій частині передбачені виступаючі обтічники повітрозабірних пристроїв і оперення. Використовується хвостовий штовхаючий повітряний гвинт, що не впливає на аеродинаміку самого літака.
Такі обводи літака забезпечують ламінарний плин потоку. Дослідження показали, що Celera 500L має на 59% менший опір в порівнянні з літаком традиційного вигляду тих же розмірів і льотних характеристик (наприклад, Cessna Citation CJ3+). В Otto Aviation планують варіанти з гібридною або електричною рушійною установкою.
Використано дуже вузьке крило великого подовження з мінімальною стріловидністю за передньою кромкою і піднятими закінцівками. Оперення включає еліптичний стабілізатор, а також кіль і гребінь зі спрямленими кромками. Використаний мінімально необхідний набір рулів.
На літак встановлений поршневий двигун водяного охолодження RED A03 схеми V12 потужністю 550 к. с. Двигун має малу масу і високу питому потужність, може використовувати бензин, авіаційний гас або біодизельне паливо. Робота двигуна контролюється електронікою. Вихлопні гази надходять в спеціальні соплові пристрої, змішуються з атмосферним повітрям і створюють додаткову тягу.
Літак отримав вантажопасажирську кабіну висотою близько 1,85 м і довжиною близько 5 м загальним обсягом 12,7 куб. м. Пасажирський салон бізнес-класу планується з шістьма місцями і різноманітним додатковим оснащенням.
Celera 500L, як мінімум, не поступається конкурентам з льотних характеристик. Крейсерська швидкість досягає 740 км/год, а дальність польоту — більше 8300 км. Досягається висока економічність. У літаків традиційної схеми цей показник знаходиться на рівні 80-120 л на 100 км. Для Celera 500L він становить до 9-13 л на 100 км.
Є ще один цікавий параметр Celera 500L — дуже високий, характерний більше для планерів, ніж для літаків показник планування — 22:1. Це означає, що, почавши планування при вимкненому двигуні на висоті 10 км, Celera 500L може пролетіти понад 200 км.
Скорочуються витрати на експлуатацію. Вартість льотної години заявлена на рівні 328 доларів США. Для конкурентів цей параметр може досягати 2,1 тис. доларів. Літак буде конкурувати із реактивними Cessna Citation CJ3+ і Beechcraft King Air 350.